# Karpacz
Karpacz (in tedesco: Krummhübel) è una città polacca del distretto di Jelenia Góra nel voivodato della Bassa Slesia.
Ricopre una superficie di 37,99 km² e nel 2007 contava 5 010 abitanti. È una località turistica montana.
Il territorio del comune confina con la Repubblica Ceca e la cima del monte Sněžka, la più alta dei Monti dei Giganti (Karkonosze), che sorge sul confine, è raggiungibile dal paese con vari sentieri compresi all'interno del Parco nazionale Karkonosze.

## Monumenti e luoghi d'interesse

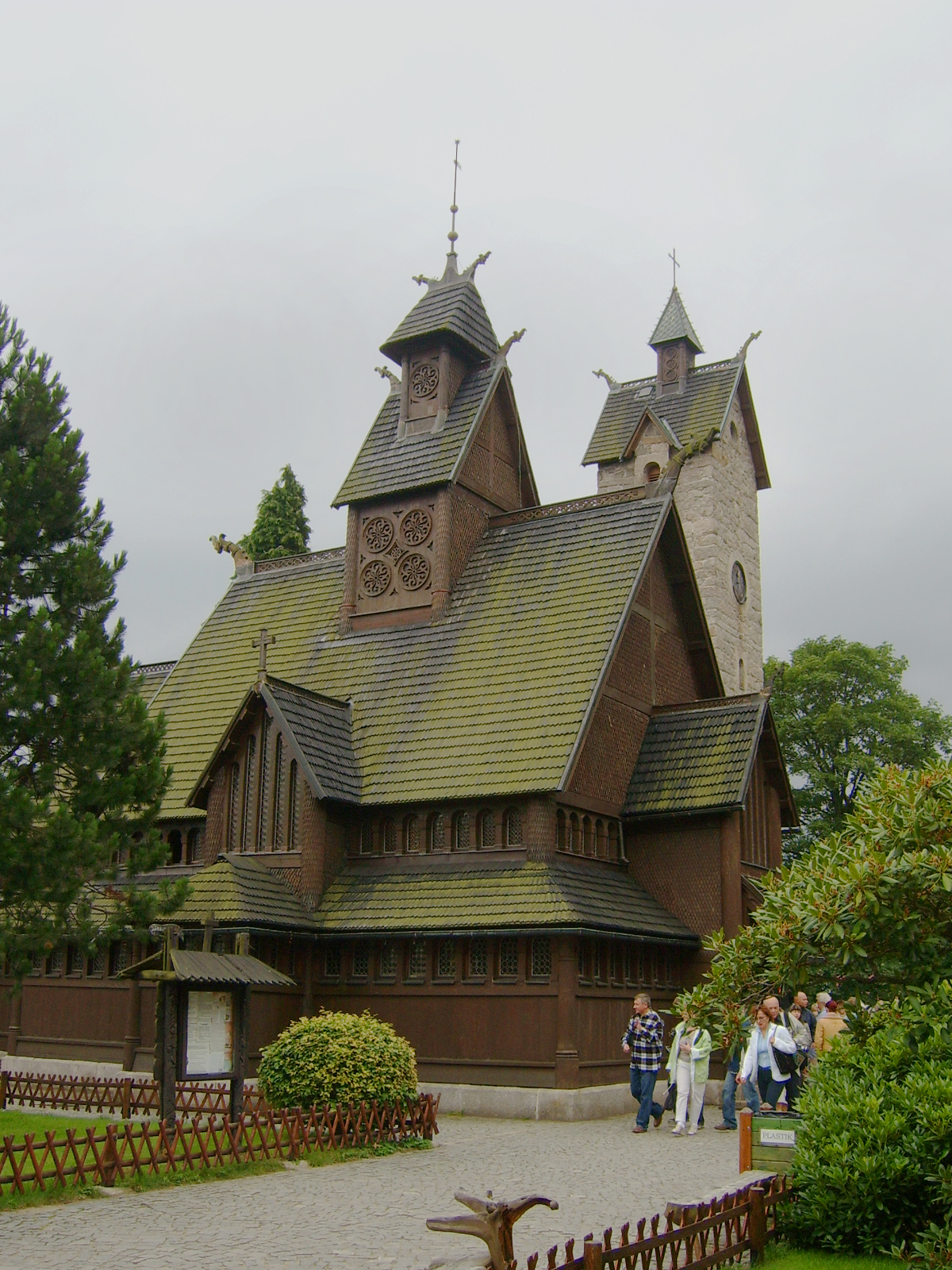
La Chiesa Wang di Karpacz

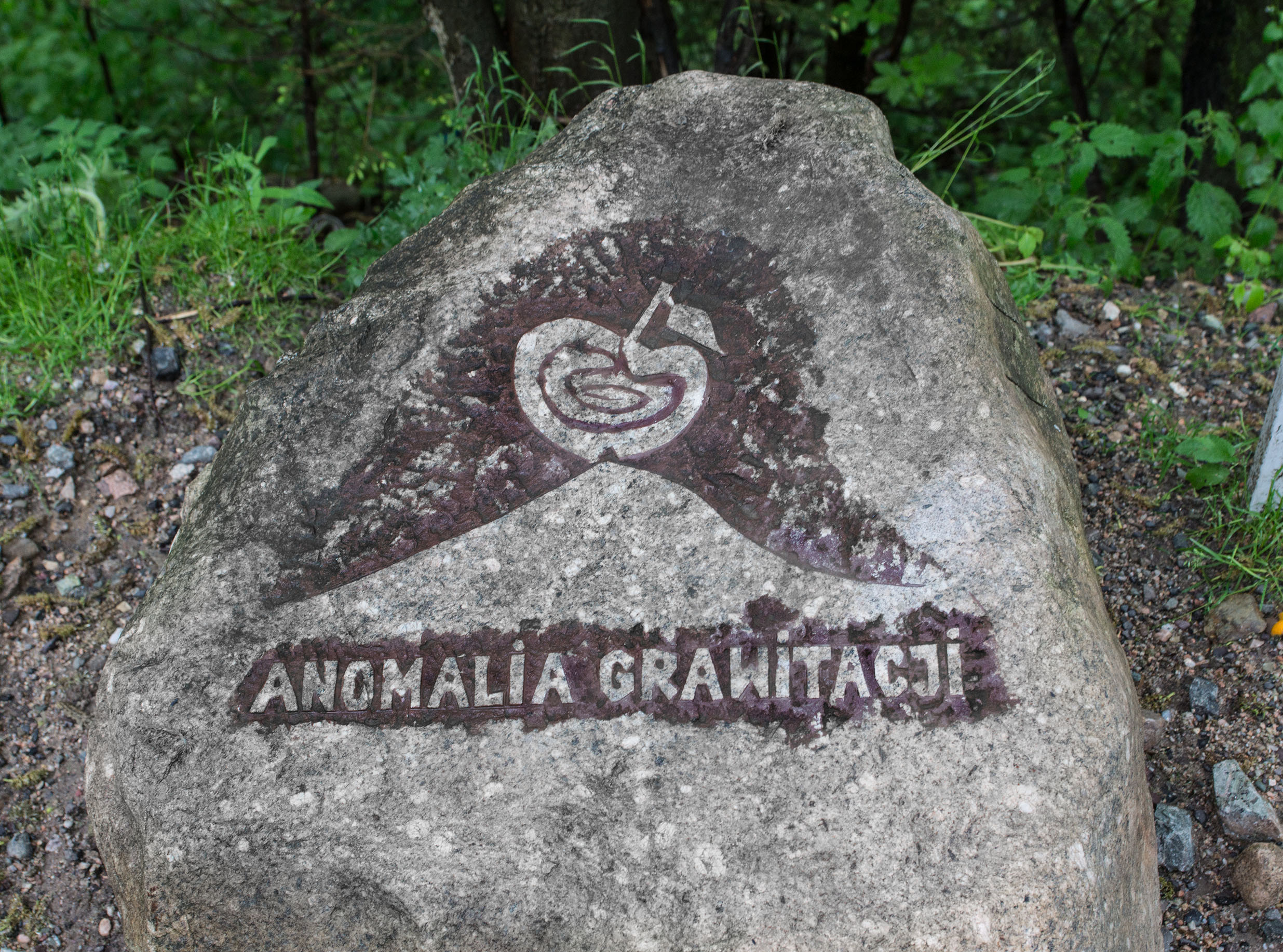
Pietra che segna il "punto di forza di gravità disturbata"

- Chiesa Wang (Kościoł Wang, anche detta "di Vang") - stavkirke, chiesa in legno tradizionale norvegese, costruita a Vang nel XII secolo. Nel XIX secolo il re di Prussia Federico Guglielmo IV la acquistò, facendola smontare e trasportare in Prussia fino a farla ricostruire, nel 1842, a Karpacz. La costruzione non ha chiodi e gli intagli su portali, colonne e capitelli raffigurano leoni e motivi tipici delle popolazioni discendenti dai Vichinghi. Dalla chiesa che sorge all'estremità ovest del paese, nel punto più elevato si ha una veduta panoramica della zona. È l'unica stavkirke esistente fuori dalla Scandinavia.[senza fonte]
- Orlinek - trampolino per il salto con gli sci
- Miejsce Anomalii Grawitacyjnej - nel paese vi è un tratto di strada con una cosiddetta salita in discesa lungo la quale auto lasciate con la marcia in folle appaiono salire lungo la strada anziché scendere.
- Museo dello sport e del turismo (Muzeum Sportu i Turystyki)